# Marianna Nagy
Marianna Nagy (født. 30. August 1957 i Csorna) er en tidligere ungarsk håndboldspiller og olympisk medalist. Hun har spillet allerflest landskampe for det ungarske landshold fra årene 1974 til 1987, med 281 kampe. Hun har også spillet for det østrigske landshold. Hun har tidligere spillet for Hypo Niederösterreich.